# Доброводенска базилика
Доброводенската базилика (на македонска литературна норма: Добра Вода) е раннохристиянска православна базилика, чиито руини са открити край охридското село Ърбиново, Северна Македония.

## Местоположение
Намира се на 1 km югозападно от селото в местността Добра вода.

## Описание
В 1935 – 1936 година случайно са открити основите на голяма сакрална сграда. На повърхността има много фрагменти от градежна керамика.